# Хиршхорн (замок, Гессен)
Хиршхорн (нем. Burg Hirschhorn) — неплохо сохранившийся средневековый замок. Комплекс расположен над городом Хиршхорн (Неккар), в административном округе Дармштадт, в долине реки Неккар, в земле Гессен недалеко от границы с Баден-Вюртембергом, Германия. По своему типу относится к замкам на вершине.

## Местоположение
Замок Хиршхорн находится на южном отроге хребта Штёкберг, на высокой скале над старой частью (альтштадтом) города Хиршхорн. С эпохи Раннего Средневековья данное место имело важное стратегическое значение. Крепость позволяла контролировать не только долину Неккар, но и впадающие в реку притоки Финкенбахталь и Ульфенбахталь.

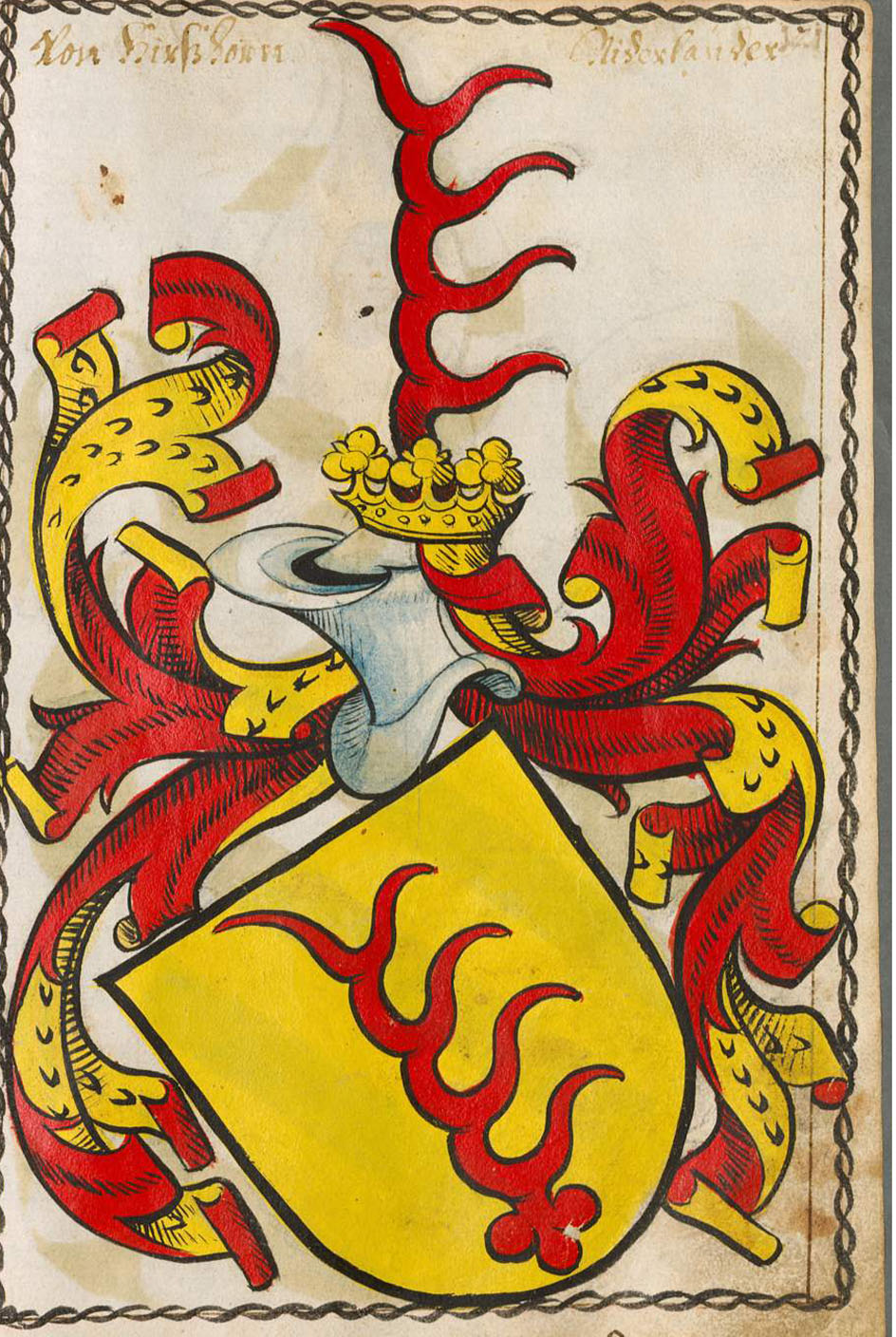
Герб рода Хиршхорн (дворянский род)

## История
Замок Хиршхорн был основан около 1260 года Йоханном фон Хиршхорном. Он оказался основателем дворянского рода, который официально стал именоваться по названию замка с 1270 года. Вероятно, Иоганн был внуком (по другой версии — сыном) от брака представителя дворянской семьи Ландшад фон Штайнах и дочери рода министралов фон Хиршберг (владевших замком в Лейтерсхаузене).
Герб с оленьими рогами, скорее всего, был перенят от семьи фон Хиршберг, являвшейся предками Иоганна. Судя по всему, название Хиршхорн также было придумано в память об этой семье. 

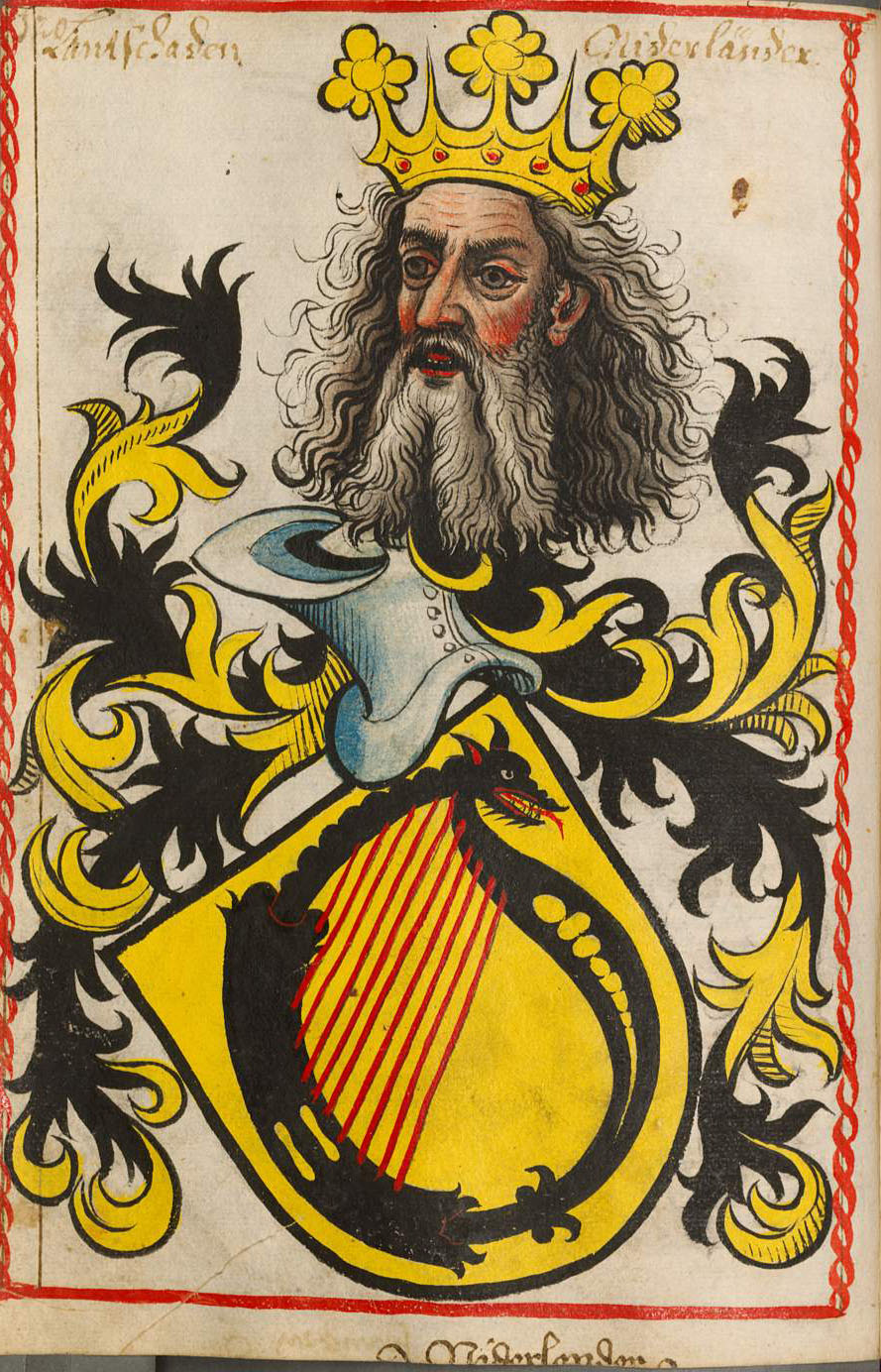
Герб рода Ландшад фон Штайнах (дворянский род)

Ряд исследователей считает, что основателем замка мог быть Конрад фон Штайнах. Он и был, вероятно, отцом Иоганна фон Хиршхорна.  Соответственно, дата строительства должны быть отнесена к периоду в райное 1250 года. Никаких свидетельств о существовании на горе каких-либо более ранних укреплений в ходе археологических изысканий не обнаружено. 
Благодаря выгодному расположению на важных торговых путях владельцы Хиршхорна стали быстро богатеть. Поэтому уже в конце XIV века собственники начали расширять замок. Росло не только экономическое благосостояние рода фон Хиршхорн, но и его политическое влияние в регионе.
На протяжении столетий главным строительным материалом был песчаник. Свой окончательный вид замок обрёл в ходе реконструкции в конце XVI века. Дворянская резиденция обрела черты строения в стиле Ренессанса. 
Несмотря на многочисленный войны и конфликты, которые сопровождали историю Германии, Хиршхорн по счастливому стечению обстоятельств ни разу не был разрушен. По своей сохранности он является во многом уникальным сооружением.

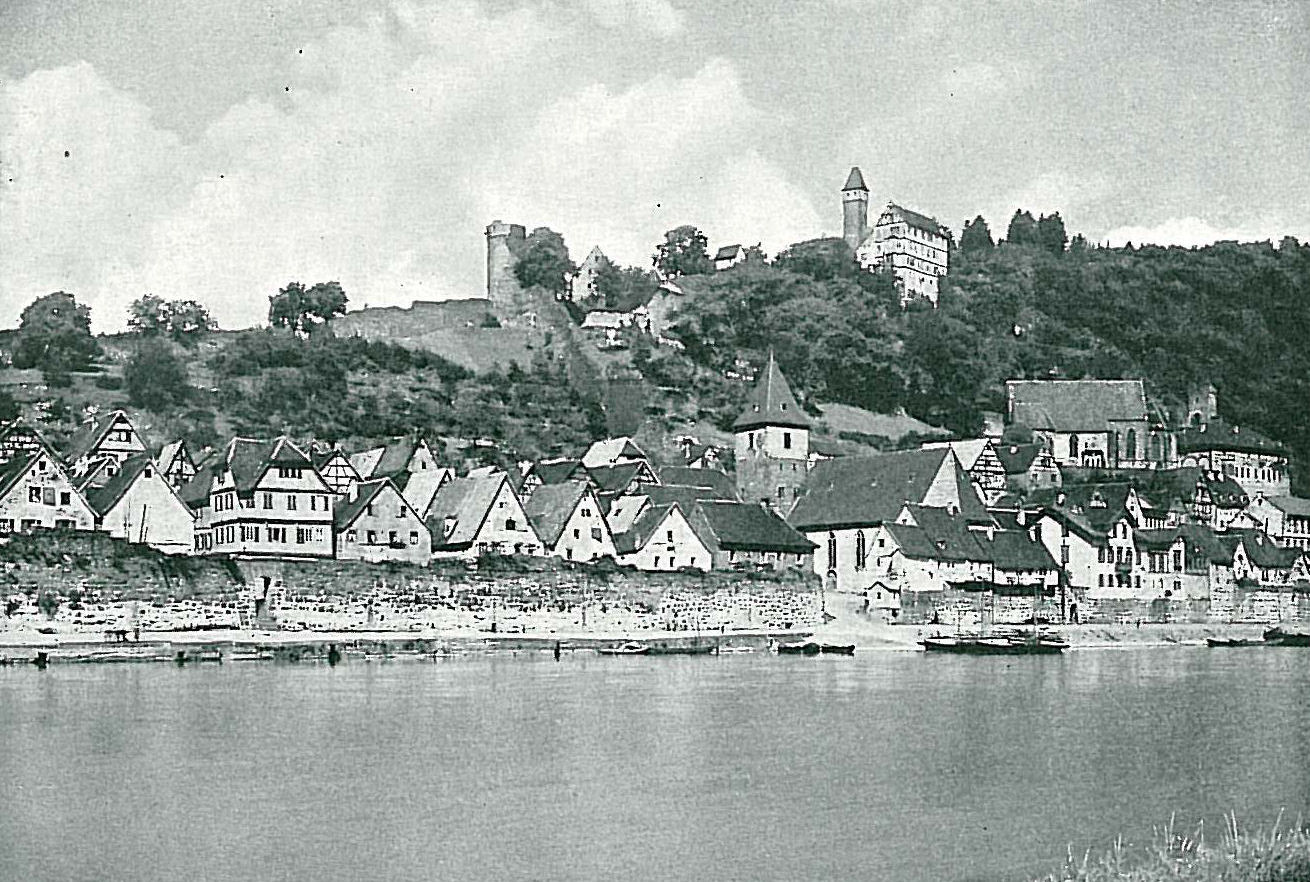
Замок на фотографии 1896 года

На протяжении всего времени существования у замка не раз менялись владельцы. Главные из них:
- 1260–1632: семья фон Хиршхорн[нем.].
- 1632–1699: баронский род Райтц фон Френтц[нем.] и дворянский род фон дер Рекке.
- 1699–1803: официальная резиденция курфюрста Манца.
- 1803–1918: официальная резиденция великих герцогов Гессен-Дармштадтских.

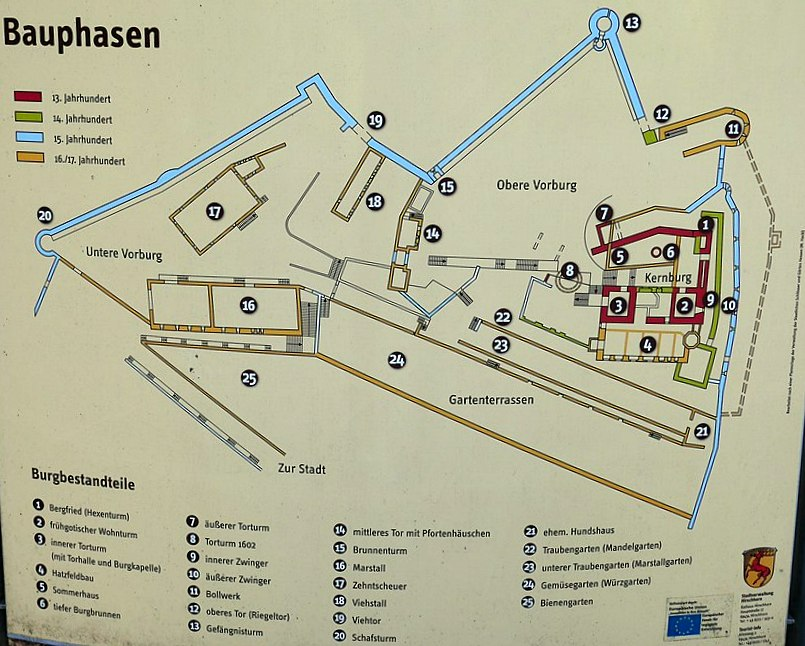
Схема замка

- 1918–1945: Народная земля Гессен[нем.].
- 1949: Федеральная земля Гессен.

## Описание
На протяжении 800 лет замок неоднократно реконструировался и расширялся. Строители старались с максимальной выгодой использовать окружающий рельеф. В итоге Хиршхорн, по существу, состоит из трёх автономных частей: главного замка (цитадели), а также нижнего замка (форбурга), который в свою очередь, делиться на Верхний и Нижний дворы (оберхоф и унтерхоф). В настоящее время комплекс занимает обширную территорию. Большинство построек прекрасно сохранились.
Самые старые сооружения расположены на вершине скалы в главном замке. Владельцы ещё сотни лет назад решили построить на самом уязвимом для вражеского штурма участке особо мощную щитовую стену (шильдмауэр). Она возведена в северу от цитадели. Для безопасности перед ней в скальной породе создали защитный ров глубиной до 15 метров (в настоящее время там находится зона автопарковки). 
В цитадели также имеется старинная жилая резиденция, построенная для владельцев Хиршхорна ещё в начало XIV века. В конце того же столетия её занчительно перетросили. С тех пор здание находится практически в неизменном виде. Главный ремонтно-восстановительные работы проводились в начале XIX века. К резиденции примыкает 26-метровая главная башня (бергфрид). Свой современный вид она приобрела в эпоху Ренессанса.
Рядом с главным замком, на юго-западе, находится Верхний двор. Те, кто приезжает в замок на машине, в первую очередь попадают именно сюда. Нынешний верхний двор появился в XV веке. Он заменил прежний форбург. Важнейшийи частями этой крепости являются крупный бастион, который охранял подступ к северным воротам, и западная круглая башня (так как в ней содержали узников, её часто называют Тюремной). Здесь же имеется колодец. Верхний двор достаточно просторный. Здесь некогда находились склады, конюшни, а также хозяйственные и жилые постройки. Но позднее их все разобрали, оставив свободную площадь.
Ещё ниже по склону находится Нижний двор. Он отделён от Верхнего каменной стеной и встроенной в неё двухэтажной сторожкой с воротами (торхаусом).  Нижний двор появился почти одновременно с Верхним. Здесь также были различные хозяйственные постройки. Часть из них, например, конюшни, сохранились. Самая южная оборонительная башня кормлекса одновременно была встроена в городские укрепления. На берегу реки у замка ещё в XIV веке быстро выросло поселение. Его жители обнесли свой город каменной стеной. Появившаяся в система замковых и городских укреплений уникально дополняют и усиливают друг друга. Средневековые стены и башни, вероятно, планировались одними и теми же строителями.
Самый ранние из сохранившихся построек были возведены при Гансе фон Хиршхорне около 1391 года. Последние серьёзные фортификационные работы проводились в первой четверти XV века. С той поры почти ничего во внешнем облике замка не изменилось.
Около 1400 года Ганс V фон Хиршхорн распорядился основать рядом с замком монастырь. Этот комплекс также окружили каменными стенами. Монастырь стал обителью католического ордена кармелитов. Главная церковь посвящена Пресвятой Деве Марии.

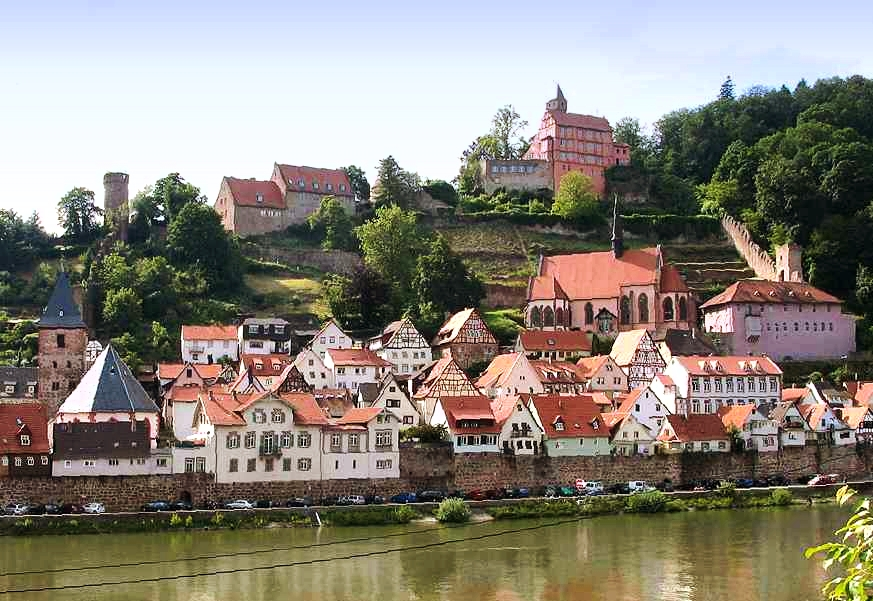
Вид замка со стороны реки на фоне города

## Современное использование
С 1959 года в замке размещается отели и ресторан. В старинной части копмлекса гостиница называется Renaissance Palas, а в небольшой пристройке — Marstall. В старинной замковой часовне, которая расположена непосредственно в резиденции на первом этаже, также находится филиал ЗАГСа города Хиршхорна. Соответственно, прямо в замке возможно проведение свадеб.
Еще одно здание внутри Хиршхорна является частной собственностью. Одним из самых ярких сооружением внутри считается небольшой домик привратника, построенный почти в центре комплекса. 
Почти вся территория внутри доступна для свободного посещения в течение всего года. По выходным в замке проводятся экскурсии.

## Галерея

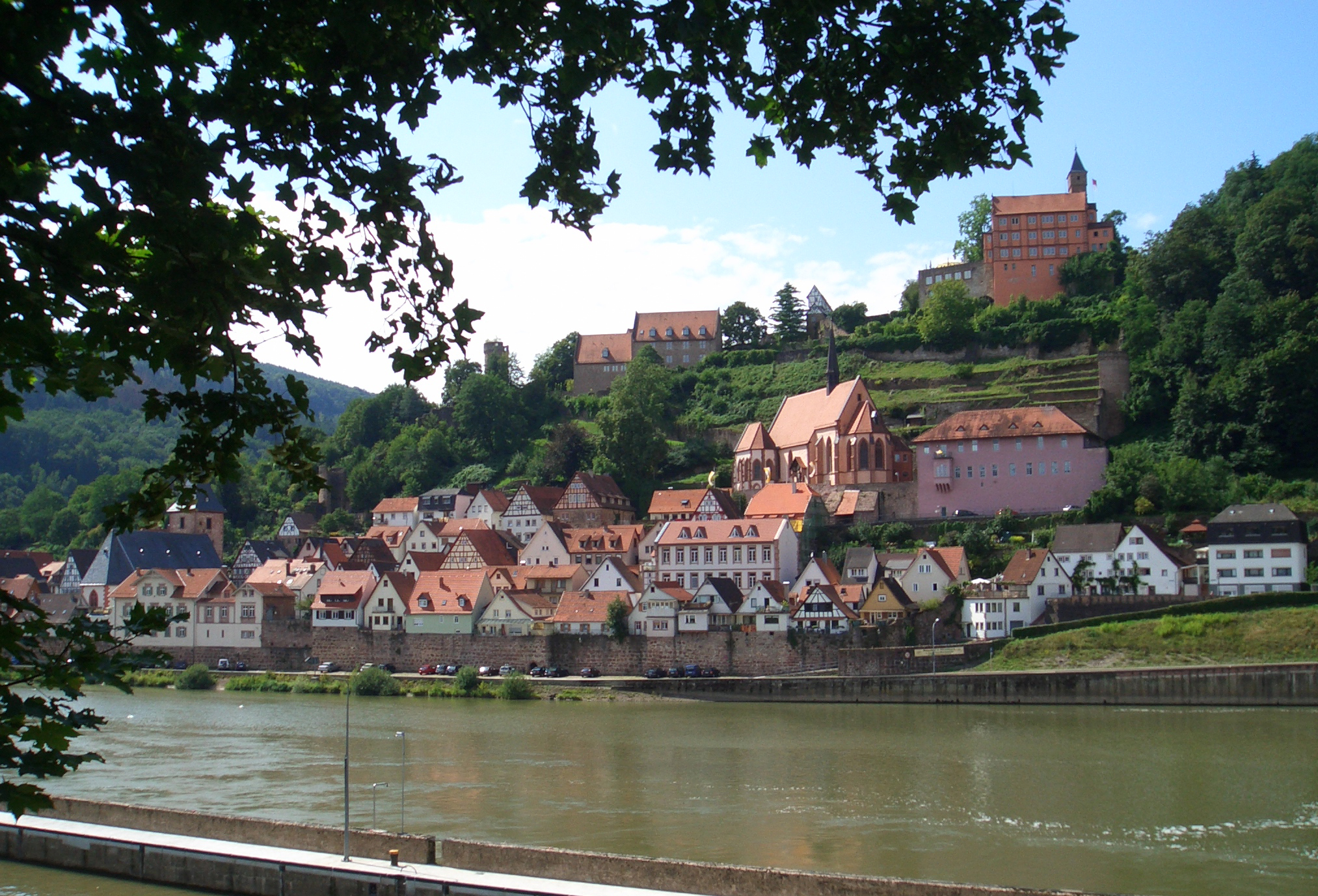
Вид города и замка с противоположного берега реки
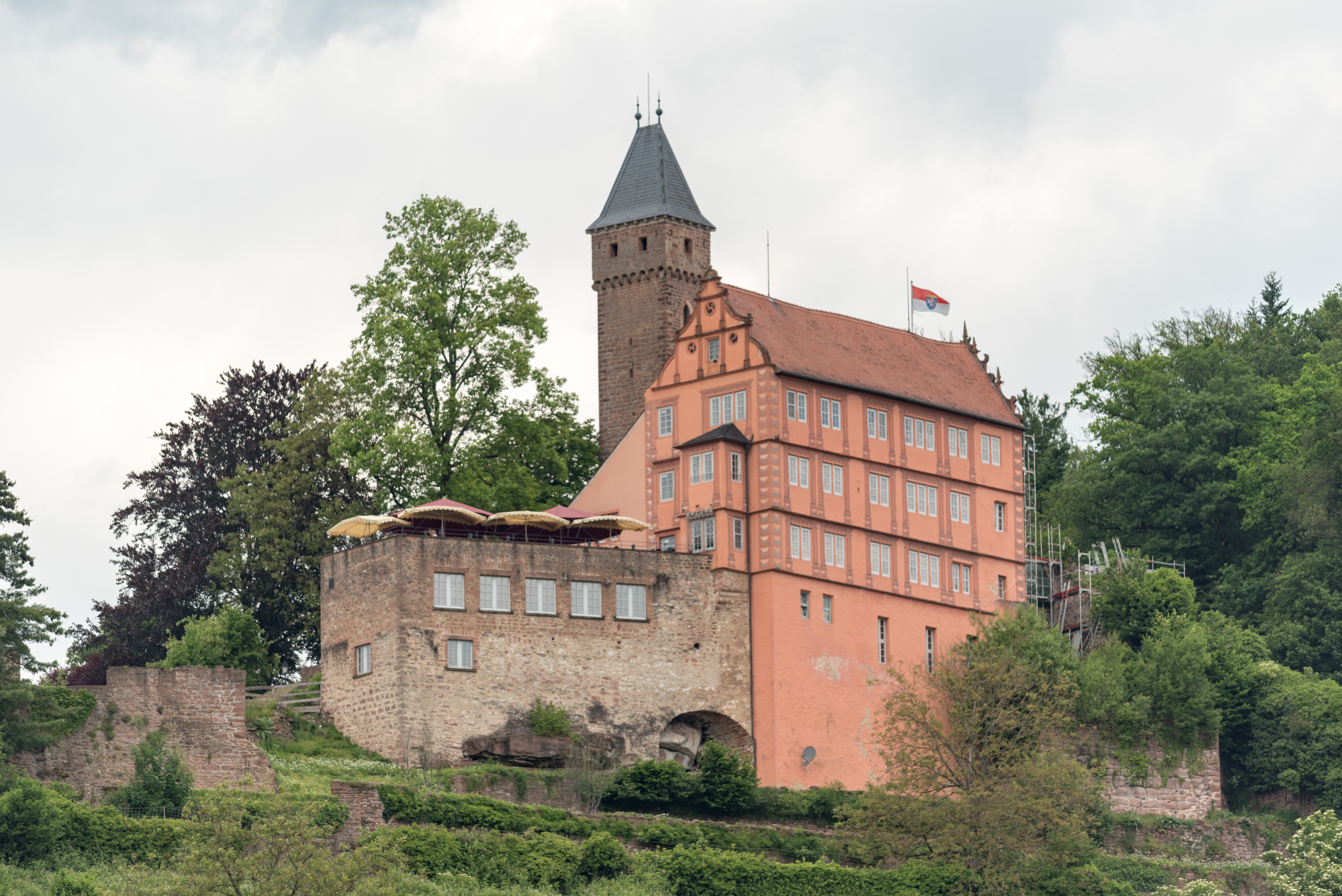
Вид замка с восточной стороны
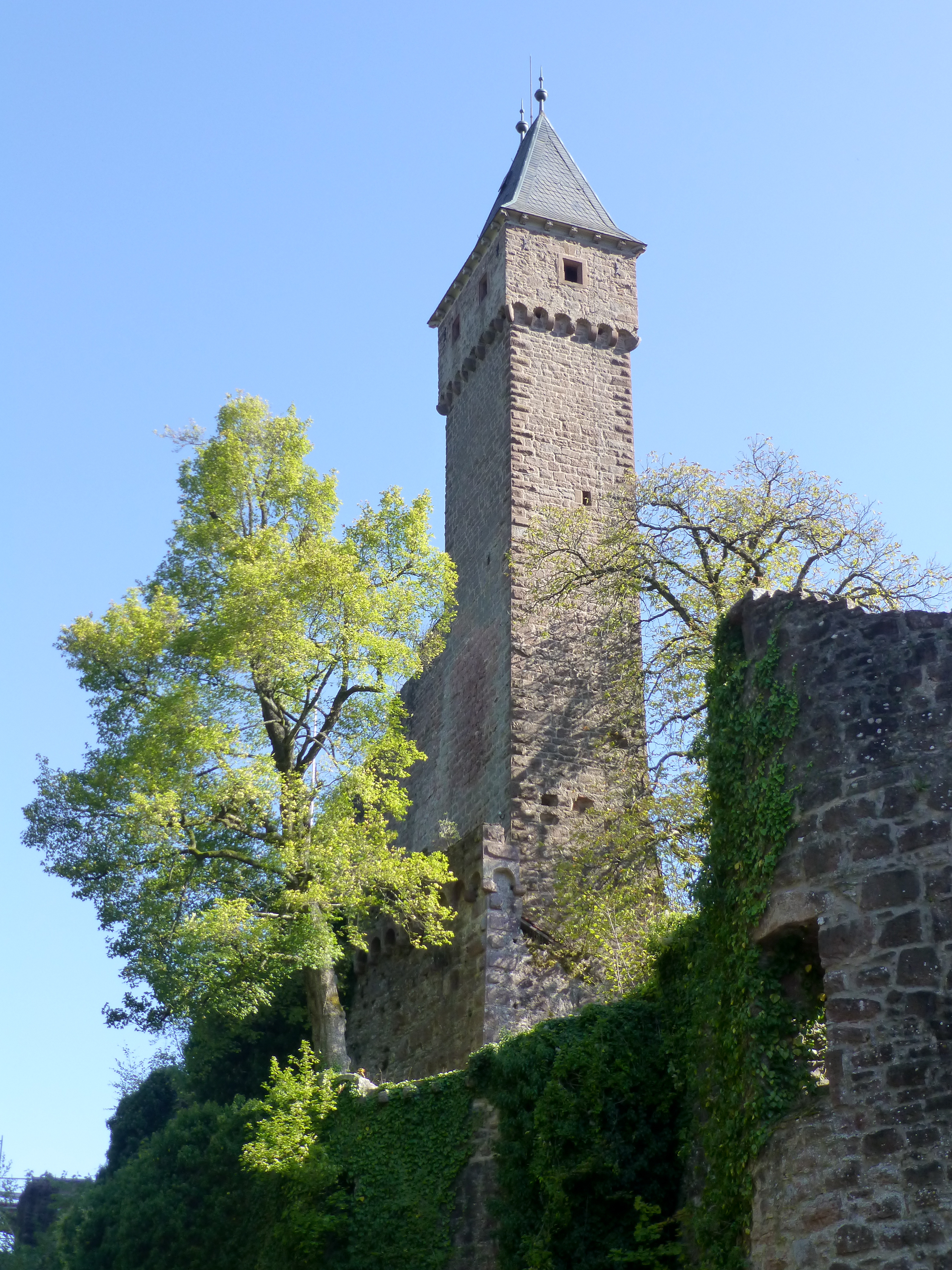
Бергфрид замка
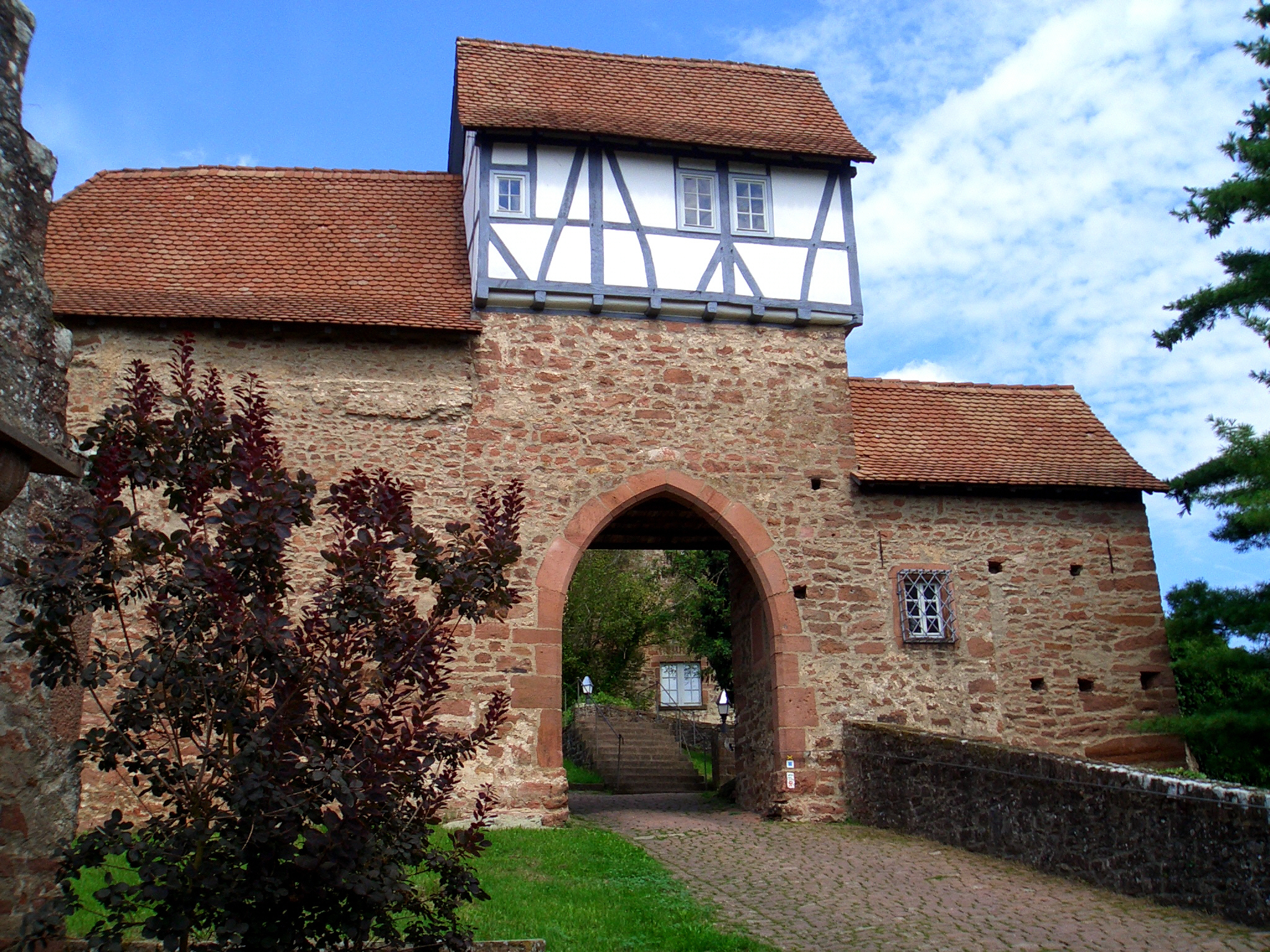
Замковые ворота (торхаус)
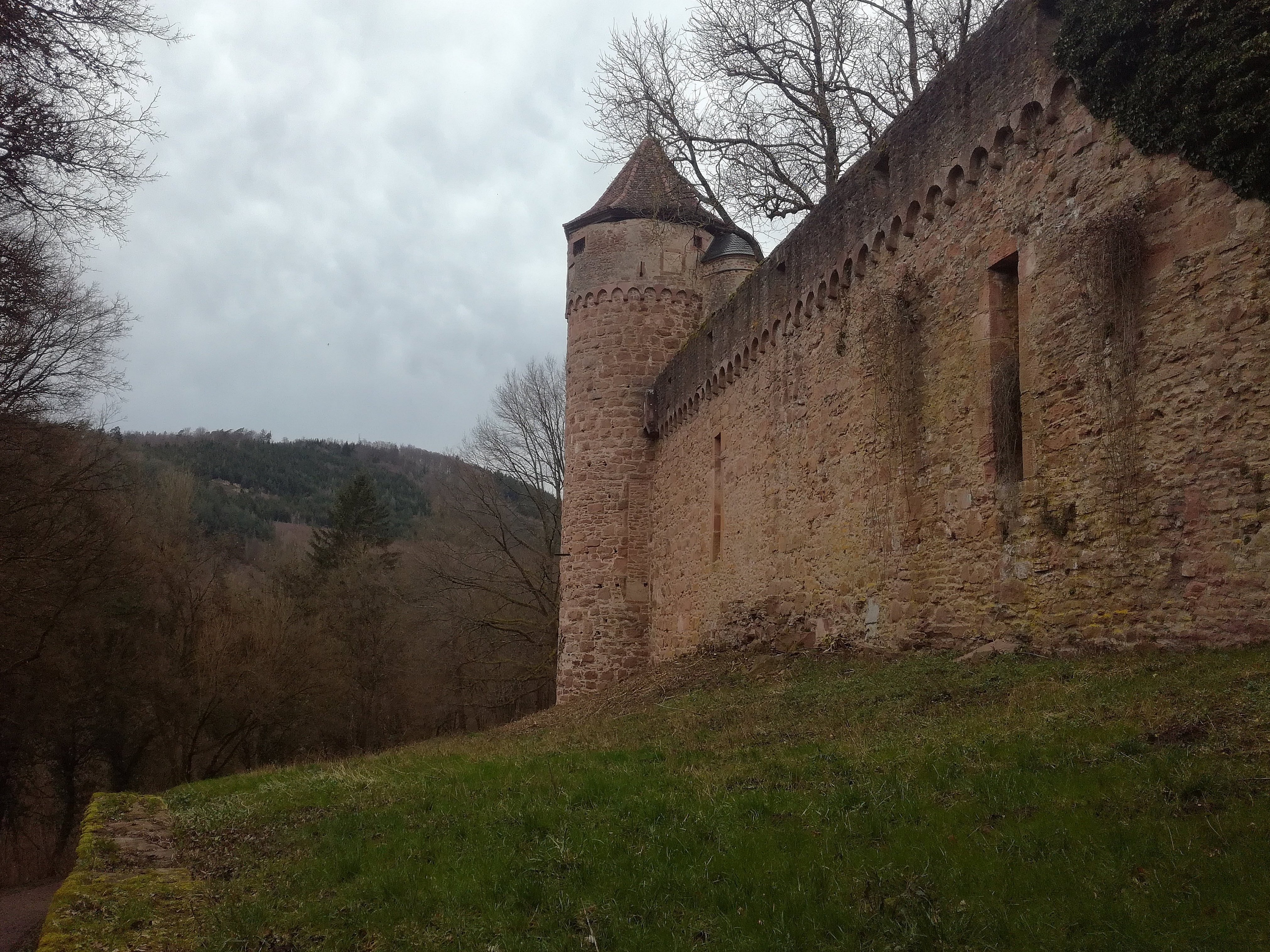
Тюремная башня и часть стены